# Кралство Лотарингия
Кралство Лотарингия (на латински: Lotharii Regnum) е франкско кралство, съществувало с прекъсвания между 855 и 900 година.
Създадено е с подялбата на наследството на владетеля на Среднофранкското кралство Лотар I с Прюмския договор от 855 година и включва неговата северна част от Северно море до Вогезите, включително традиционните франкски земи и старата имперска столица Аахен. Тази територия е получена от сина на Лотар I Лотар II, чието име получава.
След смъртта на Лотар II през 869 година Лотарингия е поделена с Меерсенския договор между Източнофранкското и Западнофранкското кралство, а през 880 година е изцяло подчинена от Източнофранкското кралство. През 895 година източнофранкският крал Арнулф Каринтийски поставя своя син Цвентиболд за крал на Лотарингия. След смъртта на Цвентиболд няколко каролингски крале използват и титлата крал на Лотарингия, но на практика областта започва да се управлява от назначени херцози и се превръща във васално на Източнофранкското кралство Херцогство Лотарингия.